# Chichilianne
Chichilianne är en kommun i departementet Isère i regionen Auvergne-Rhône-Alpes i sydöstra Frankrike. Kommunen ligger i kantonen Clelles som tillhör arrondissementet Grenoble. År 2022 hade Chichilianne 326 invånare.

## Befolkningsutveckling
Antalet invånare i kommunen Chichilianne
Referens:INSEE